# Klaus Güthlein
Klaus Güthlein (* 6. Juni 1942 in Frankfurt am Main; † 2. April 2023 in Neunkirchen) war ein deutscher Kunsthistoriker und Hochschullehrer.

## Leben
Klaus Güthlein wuchs – nachdem der Vater aus der Kriegsgefangenschaft heimgekehrt war – in Friedberg auf, wo er die Volks- und anschließend die Mittelschule besuchte, die er 1959 mit der Mittleren Reife abschloss. Danach absolvierte er eine Lehre als Buchhändler in Frankfurt. Von 1962 bis 1964 holte Güthlein am Hessenkolleg Frankfurt das Abitur nach. Vor der Wahl stehend, Kunstgeschichte oder Architektur zu studieren, entschloss sich Güthlein für ein Architekturstudium und absolvierte das nötige Vorpraktikum. Doch zum Sommersemester 1965 schrieb sich Güthlein dann in Kunstgeschichte, Germanistik und Archäologie an der Universität Marburg ein. Im Sommersemester 1968 ging er dann zum Auslandsstudium an die Universität Wien, wo er bei Otto Pächt und Otto Demus studierte. Sein Studium schloss er an der Universität Heidelberg ab. Dort wurde er 1973 mit einer Dissertation  über Franz Munggenast promoviert. Anschließend war er von 1974 bis 1979 Stipendiat und wissenschaftlicher Mitarbeiter an der Bibliotheca Hertziana in Rom. Dort forschte er zum römischen Barock und publizierte über die Barockarchitekten Gian Lorenzo Bernini und Girolamo und Carlo Rainaldi.
Ab 1980 war Güthlein Assistent von Peter Anselm Riedl an der Universität Heidelberg. 1984 habilitierte er mit einer Arbeit über den Palazzo Nuovo von Michelangelos römischem Kapitol und erhielt eine befristete Professur. 1986/87 vertrat er dann eine vakante Professur an der Universität Gießen. Von 1989 bis zu seiner Pensionierung 2008 war er Professor für Kunstgeschichte mit Schwerpunkt Architekturgeschichte an der Universität des Saarlandes. Hier verfasste er unter anderem Publikationen über den Barock-Architekten Friedrich Joachim Stengel.
Güthleins Forschungsschwerpunkt lag in der Architekturgeschichte des Barock.

## Veröffentlichungen

### Bücher
- Der österreichische Barockbaumeister Franz Munggenast. 1973
- mit Franz Matsche (Hrsg.): Begegnungen. Festschrift für Peter Anselm Riedl zum 60. Geburtstag. Werner, Worms, 1993
- mit Hans-Christoph Dittscheid: Die Architektenfamilie Stengel. Petersberg, 2005

### Aufsätze
- Die Fassade der Barnabiterkirche S. Paolo in Bologna. Ein Beitrag zur Tätigkeit der Architekten Girolamo und Carlo Rainaldi für die Familie Spada. In: Römisches Jahrbuch für Kunstgeschichte, Band 17, 1978, S. 125–155.
- Quellen aus dem Familienarchiv Spada zum Römischen Barock. 1. Folge, in: Römisches Jahrbuch für Kunstgeschichte Band 18, 1979, S. 173–243.
- Quellen aus dem Familienarchiv Spada zum Römischen Barock. 2. Folge, in: Römisches Jahrbuch für Kunstgeschichte Band 19, 1981, S. 173–246.
- Der "Palazzo Nuovo" des Kapitols. In: Römisches Jahrbuch für Kunstgeschichte Band 22, 1985, S. 83–190.
- Der Architekt Friedrich Joachim Stengel. Eine Skizze zu seinem 300. Geburtstag am 29. September 1994. In: Katalog der Ausstellung Friedrich Joachim Stengel 1694-1787; zum 300. Geburtstag des fürstlich nassau-saarbrückischen Generalbaudirektors, Saarbrücken 1994, S. 11–31.
- Friedrich Joachim Stengel und seine Stellung in der spätbarocken Architektur des 18. Jahrhunderts. In: Zeitschrift für die Geschichte der Saargegend Band 43, 1995, S. 34–53.